# Otto Moll
Otto Moll (Hohenschonberg, 4 de marzo de 1915 - Landsberg, 28 de mayo de 1946) fue un suboficial nazi de las SS, con el rango de Hauptscharführer (SS Suboficial Principal) prestó servicio en Auschwitz como responsable de las cámaras de gas, durante el Holocausto de la Segunda Guerra Mundial.
Otto Moll se unió a la SS el 1 de mayo de 1935, con el número de ficha 267.670. Desde un principio realizó trabajos en el sistema carcelario del Tercer Reich siendo destacado en el Campo de concentración de Sachsenhausen en Alemania. Enviado a trabajar al campo de concentración de Auschwitz en Polonia en mayo de 1941 donde estuvo hasta la evacuación en enero de 1945.
En el campo tuvo las funciones de Jefe de Comandos (Kommandoführer) del área de talleres, dirigió el Servicio de Empleo de prisioneros y fue Jefe de los Hornos crematorios del campo de Birkenau (Auschwitz II). También fue Jefe de campo, en el subcampo de Wesola cerca de Myslowice y del subcampo de Gleiwitz en Gliwice, todos pertenecientes a Auschwitz. Estuvo considerado uno de los nazis más crueles del régimen junto a Franz Hoessler, Hans Aumeier, Eric Muhsfeldt y otros. Estuvo encargado de la liquidación de los judíos húngaros desde el 9 de mayo de 1944 por órdenes del SS Obersturmbannführer Rudolf Höss cuando es nombrado Jefe de todos los crematorios.

## Testimonios sobre Otto Moll
Según la obra del historiador Jeremy Dixon, al SS Otto Moll, se le atribuyen varios crímenes entre los cuales se encontraban:
- Moll colocó mujeres desnudas en fila frente a piras donde se quemaban cuerpos de prisioneros muertos y les fue disparando en el abdomen vigilando como se consumían en el fuego aún heridas.
- En una ocasión descubrió a un prisionero del Sonderkommando en posesión de un anillo de oro. De inmediato Moll lo roció de gasolina y lo quemó vivo.
- Otro detenido fue colgado de las manos, procediendo Moll a dispararle hasta desprenderle los brazos. Posteriormente repitió el proceso pero disparándole a los pies de otro prisionero.
- Otro testimonio sobre el sadismo de Moll señala que el SS separó a un niño de su madre al llegar al Crematorio IV, el cual tenía dos enormes fosos donde ardía grasa humana, y lanzó al niño a una de esas fosas donde falleció quemado con el resto de los cuerpos.
- El 18 de diciembre de 1943, cuando un grupo de prisioneros regresaba de las minas de Brzeszcze-Jawischowitz, uno de los detenidos escapó de la sección de trabajo que pertenecía a Auschwitz III. Después, cuando los prisioneros regresaron, Moll, que era el comandante del campo, ordenó formar a los prisioneros en el área de patio del campo. Sin juicio ni investigación escogió a unos pocos prisioneros y les disparó personalmente frente a las demás columnas de prisioneros dejando los cuerpos de los detenidos en el sitio hasta el siguiente día.

## El fin
Capturado por los estadounidenses al final de la guerra y presentado ante un Tribunal Militar en los llamados Juicios de Dachau, fue condenado a muerte el 13 de diciembre de 1945 y ejecutado en la horca el 28 de mayo de 1946 en la prisión militar de Lansberg.